# Declaratio Ferdinandei

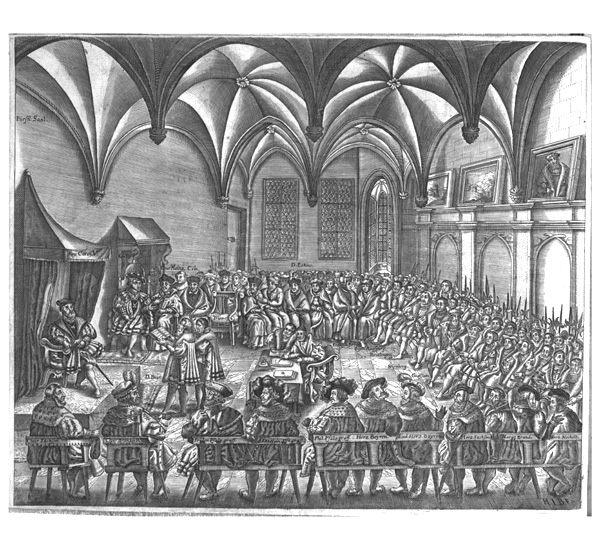
Đại diện từ các lãnh thổ Đức thảo luận về khả năng đưa đến một hòa bình tôn giáo.

Declaratio Ferdinandei (Tuyên bố Ferdinand) là một điều khoản trong Hòa ước Tôn giáo Augsburg, được ký kết năm 1555 để chấm dứt xung đột giữa người Công giáo và Tin lành trong Đế chế La Mã thần thánh. Hòa ước đã lập ra nguyên tắc Cuius regio, eius religio (tiếng Latin cho "vương quốc của ai, tôn giáo của người đó"), điều đó có nghĩa là tôn giáo của người cai trị quyết định tôn giáo của cư dân. Declaratio Ferdinandei đã miễn trừ cho các hiệp sĩ và một số thành phố thuộc thẩm quyền của một thân vương giám mục nếu họ đã thực hành đạo Luther trong một thời gian (Lutheranism là nhánh duy nhất của đạo Tin lành được công nhận trong hòa ước). Điều khoản này không được công khai như một phần của hiệp ước, và được giữ bí mật trong gần hai thập kỷ. 
Sau những chiến thắng của Công giáo vào đầu cuộc chiến tranh ba mươi năm, Declaratio Ferdinandei đã bị đảo lộn trong sắc lệnh bồi thường năm 1629, là một phần của kế hoạch tổng thể của Ferdinand II để tái lập đế chế La Mã thần thánh thành Công giáo.  Việc hủy bỏ Declaratio Ferdinandei và các cuộc đàn áp tôn giáo khác đã giúp khơi dậy cuộc chiến kéo dài ba mươi năm, thay đổi nó từ một cuộc xung đột nội bộ trong Đế chế La Mã thần thánh thành một cuộc chiến tôn giáo quốc tế.